# Подмаренник распростёртый
Подмаренник распростёртый, или Ясменник распростёртый (лат. Galium humifusum) — многолетнее травянистое растение, вид рода Подмаренник (Galium) семейства Мареновые (Rubiaceae). Впервые описан ботаником Фёдором Кондратьевичем Биберштейном.

## Ботаническое описание
Многолетнее травянистое растение высотой 20-100 см, с тонким ползучим корневищем.
Цветки желтовато-белые, мелкие, весьма многочисленные, в коротких пазушных двух-, трёх-, иногда пятицветковых соцветиях-полузонтиках, равномерно рассеянных по стеблю почти от самого основания. Венчик жёлтый, колокольчатый или воронковидный, с выраженной, хотя и короткой трубкой, с продолговатыми лопастями, постепенно заострёнными, отогнутыми во время цветения вниз.
Листья линейные, остроконечные, мохнато-щетинистые, шершавые, с завёрнутыми вниз краями, расположены на стебле в мутовках по шесть.
Стебель с рапростёртыми побегами длиной 40-100 см. Стебли четырёхгранные, сильно ветвистые, от голых, блестящих до густоопушённых щетинками (и тогда они шершавые) или длинными мягкими белыми волосками, особенно на нижних междоузлиях.
Плоды двойчатые, легко распадающиеся на два голых широкоэллиптических мерикарпия.
Цветёт с июня по сентябрь, плоды созревают в июле-октябре.

## Распространение и среда обитания
Произрастает на меловых обнажениях, каменистых склонах, лесных опушках и в степях. Засухоустойчив и сохраняется в зелёном состоянии в течение всей вегетации, даже в период выгорания степной растительности. Хорошо переносит интенсивный выпас, быстро отрастает после стравливания, служит ценным подножным кормом для лошадей.
Вид распространён в Европе, на Кавказе, в Малой, Передней и Средней Азии (исключая пустыни). На территории России встречается в южной половине европейской части и на Северном Кавказе. В Средней России растёт в Курской и Воронежской областях. Севернее встречается только как редкое заносное растение по железным дорогам.